# Jan Bartos
Jan Bartos CSsR (ur. 13 czerwca 1936 w Leśniczówce, zm. 6 lipca 2008 w Moskwie) – polski duchowny rzymskokatolicki, redemptorysta, misjonarz katolicki w ZSRR, a po jego rozpadzie w krajach WNP.
Jan Bartos pochodził z rodziny chłopskiej. Był siostrzeńcem księdza Jana Ziei. Już w dość młodym wieku zdecydował, że zostanie duchownym. Po ukończeniu szkoły podstawowej podjął kształcenie we franciszkańskim niższym seminarium duchownym w Niepokalanowie. Po jego likwidacji kontynuował edukację w Nowym Mieście nad Pilicą i w Rawie Mazowieckiej. Maturę zdał w Toruniu, będąc w nowicjacie klasztoru redemptorystów w Braniewie. 
Studia teologiczno-filozoficzne odbył w wyższym seminarium duchownym w Tuchowie. 19 lipca 1962 roku przyjął święcenia kapłańskie z rąk biskupa tarnowskiego, Jerzego Ablewicza. W latach 1962–2008 pracował w duszpasterstwie braci redemptorystów w: Tuchowie, Szczecinku, Braniewie, Zamościu i Toruniu. W latach 1969–1986 prowadził ponadto potajemnie pracę misjonarza katolickiego w republikach radzieckich. Wykorzystywał w tym celu swoje członkostwo w Społecznym Komitecie Przeciwalkoholowym i wyjazdy służbowe jako działacz ruchu abstynenckiego.
W latach 1987–1991 po wprowadzeniu polityki pierestrojki prowadził publiczną działalność duszpasterską wśród Polonii w ZSRR. W 1992 został zaproszony przez biskupa Aleksandra Kaszkiewicza do pracy na Białorusi i inkardynowany do diecezji grodzieńskiej. Był proboszczem parafii w miejscowościach Repla i Wołpa. W 1999 z powodów zdrowotnych zrezygnował z tej pracy i wrócił do Polski. Przez ostatnie lata życia zajmował się upamiętnieniem swojego wuja. Zabiegał też o rozpoczęcie procesu beatyfikacyjnego księdza Jana Ziei.

## Udział w tworzeniu Radia Maryja
Ksiądz Jan Bartos odegrał rolę w organizacji toruńskiej rozgłośni redemptorystów - Radia Maryja. W latach osiemdziesiątych XX wieku z polecenia ojca Józefa Jarosza powierzono mu opiekę nad wdowcem, Bronisławem Poznańskim. Jan Bartos został domownikiem schorowanego mężczyzny, a po jego śmierci, na podstawie wcześniejszej umowy, przejął w imieniu zgromadzenia posesję przy ul. Żwirki i Wigury 80, gdzie następnie powstał budynek radia.  

## Publikacje
- Jan Bartos: Misyjne drogi wśród rodaków na Wschodzie. Toruń: TAKO, 2002. ISBN 83-917962-0-5. Brak numerów stron w książce